# Любешівський парк
Любеші́вський парк — парк-пам'ятка садово-паркового мистецтва місцевого значення в Україні. Об'єкт розташований на території Камінь-Каширського району Волинської області, в селищі Любешів. 
Площа — 12 га, статус отриманий у 1972 році за рішенням виконачого комітету Волинської обласної ради депутатів трудящих від 11.07.1972 № 255 «Про віднесення окремих пам’яток природи місцевого значення області до нової категорії заповідності».
Парк засновано в ХІХ ст. Тут росте понад 80 видів дерев та чагарників: ясен звичайний (Fraxinus excelsior), липа серцелиста (Tilia cordata), клен гостролистий (Acer platanoides), біла акація (Robinia pseudoacacia), граб звичайний (Carpinus betulus), тополя біла (Populus alba), горобина звичайна (Sorbus aucuparia), калина звичайна (Viburnum opulus), ліщина звичайна (Corylus avellana), крушина ламка (Frangula alnus), бузина чорна (Sambucus nigra). Трапляються також екзотичні види.

## Галерея

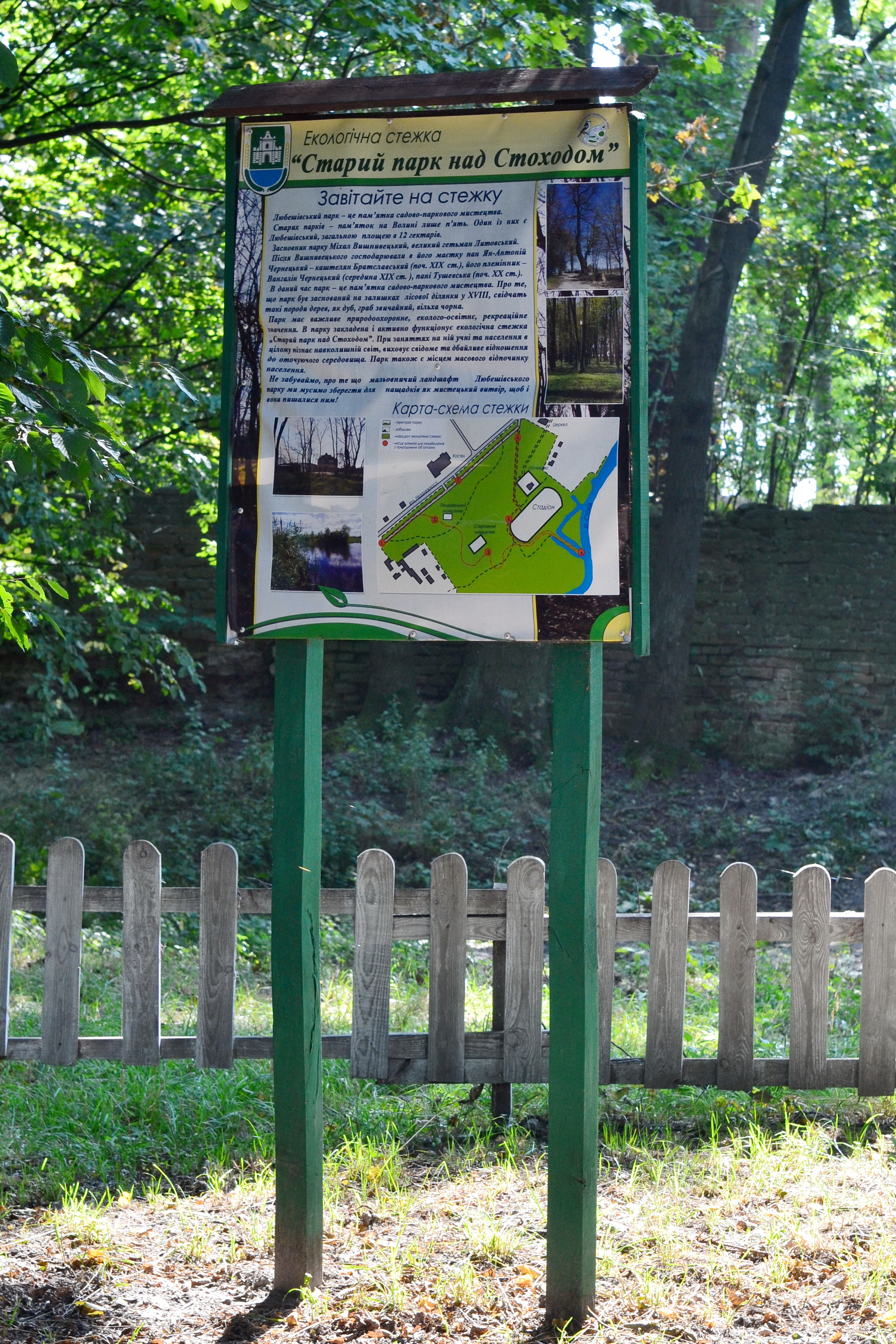
Інформаційна дошка перша
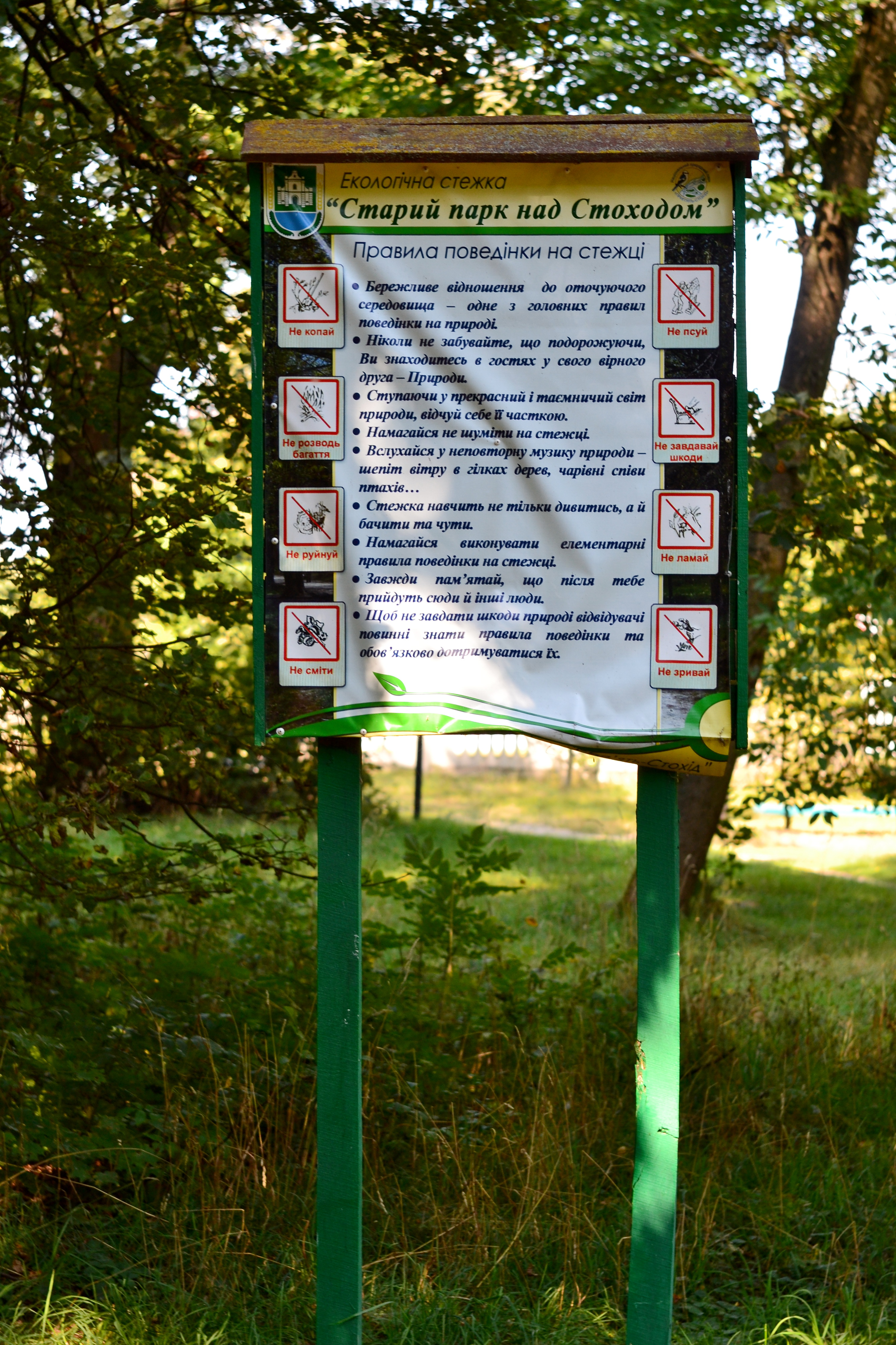
Інформаційна дошка друга
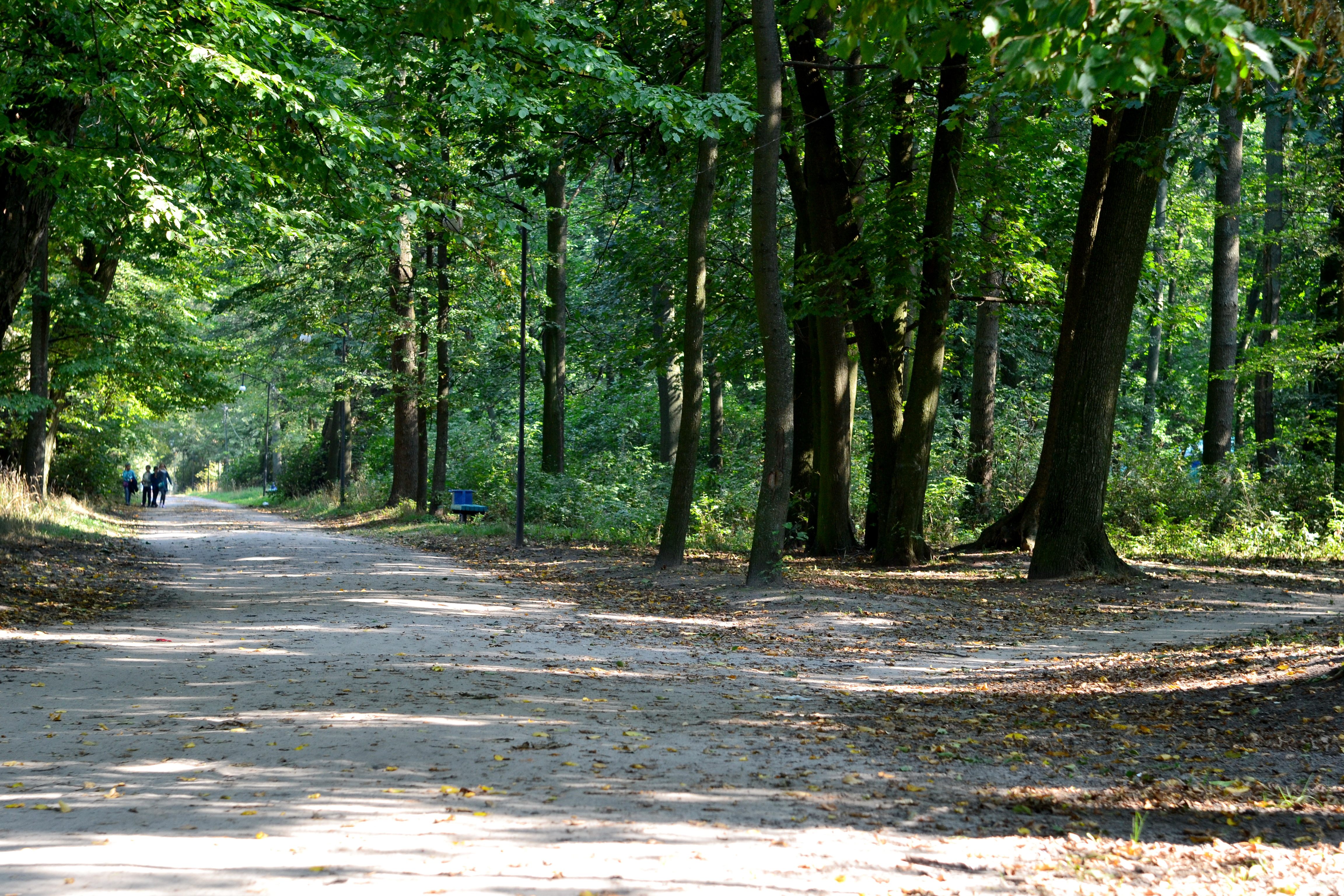
Паркова алея
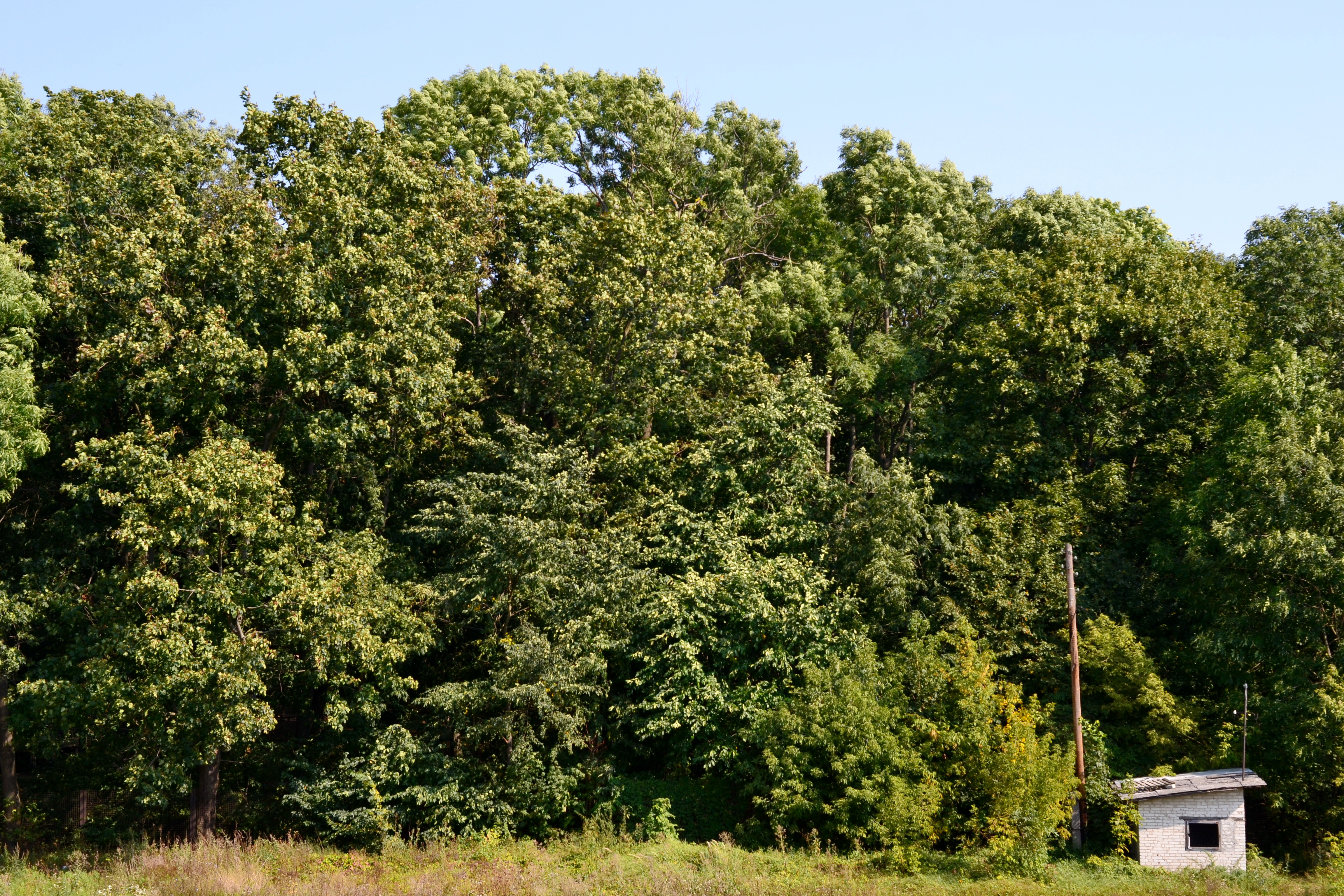
Вигляд від в'їзної брами